# Na wschód od zachodu
Na wschód od zachodu (tytuł oryginału: East of West) – amerykańska seria komiksowa autorstwa scenarzysty Jonathana Hickmana i rysownika Nicka Dragotty, publikowana przez wydawnictwo Image Comics w formie miesięcznika od marca 2013 do grudnia 2019. Po polsku ukazała się w tomach zbiorczych nakładem wydawnictwa Mucha Comics.

## Fabuła
Akcja serii, utrzymana w konwencji science fiction i westernu, rozgrywa się w dystopijnych Stanach Zjednoczonych w 2064, w których w przeszłości wojna secesyjna trwała do momentu uderzenia komety w dzisiejsze Kansas w 1908. Sześć walczących stron spotkało się w Armistice – miejscu uderzenia komety – i zawarło traktat pokojowy. Na jego mocy powstało "Siedem Narodów Ameryki": Armistice, Unia, Konfederacja, Królestwo Nowego Orleanu, Bezkresny Naród, Republika Teksasu i Ludowa Republika Ameryki. W dniu podpisania traktatu Elijah Longstreet, żołnierz Armii Konfederacji, i Czerwona Chmura, wódz rdzennych plemion amerykańskich z Bezkresnego Narodu, jednocześnie przepowiedzieli to, co później stanie się częścią Przesłania. Obaj natychmiast zmarli po wygłoszeniu swoich proroctw. W 1958 Mao Zedong napisał dodatek do swojej Czerwonej Książeczki; dodatek ten był trzecią częścią proroctwa, które miało stanowić uzupełnienie Przesłania zapowiadającego Apokalipsę. Od tego czasu fizycznie zmaterializowani czterej jeźdźcy Apokalipsy – Zaraza, Wojna, Głód i Śmierć – starają się wypełnić proroctwa. Przebieg ich misji staje pod znakiem zapytania, gdy Śmierć zakochuje się w kobiecie i ma z nią syna, a po ich śmierci odwraca się od pozostałych jeźdźców i wydaje im walkę przeciwko wypełnieniu się proroctwa.

## Wydanie polskie
| Tom | Wydanie polskie                  | Wydanie oryginalne                | Zawartość                                       |
| --- | -------------------------------- | --------------------------------- | ----------------------------------------------- |
| 1   | Apokalipsa – Rok pierwszy (2022) | The Apocalypse: Year One (2015)   | East of West zeszyty 1–15 i The World (Part 1)  |
| 2   | Apokalipsa – Rok drugi (2023)    | The Apocalypse: Year Two (2017)   | East of West zeszyty 16–29 i The World (Part 2) |
| 3   | Apokalipsa – Rok trzeci (2023)   | The Apocalypse: Year Three (2020) | East of West zeszyty 30–45                      |

## Nagrody i nominacje
W 2013 autorzy Na wschód od zachodu zdobyli nagrodę Diamond Gem Award w kategorii "Najlepsza nowa seria komiksowa", a w 2014 otrzymali nominację do Nagrody Eisnera w kategorii "Najlepsza trwająca seria".